# Roberto Dorner
Roberto Dorner (Bom Retiro, 6 de abril de 1948), é um empresário e politico brasileiro filiado ao Partido Liberal. Foi Deputado Federal pelo Mato Grosso e desde 2021 é prefeito de Sinop, tendo sido eleito em 2020 e reeleito em 2024.

## Vida pessoal
Filho de Eugênio Dorner e Olívia Burck Dorner, Roberto mudou-se com sua família para o sudoeste do Paraná, no município de Laranjeiras do Sul, mais precisamente no Distrito Porto de Santana.  
Em 1969, casou-se com Ivete Maria Crotti Dorner, com quem permaneceu unido até 2015, quando a mesma acabou falecendo em um acidente automobilístico, em 2018 casou-se com a arquiteta Scheila Pedroso, de quem divorciou-se em 2025.

## Política

### Deputado Federal pelo Mato Grosso (2011; 2013-2015)
Sem nunca ter exercido cargo público, Dorner candidatou-se em 2010 ao cargo de Deputado Federal pelo Progressistas, conquistando 50.480 votos, ficando na primeira suplência.
Em 2011 atuou como suplente de fevereiro até dezembro, e em 17 de dezembro de 2013 assumiu oficialmente a titularidade do mandato após a renúncia da deputada titular, Eliene Lima.
Na Câmara dos Deputados, integrou as Comissões Permanentes de Agricultura, de Viação e Transportes, Pecuária, Abastecimento e Desenvolvimento Urbano e de Desenvolvimento Rural. Fez parte, ainda, da Comissão Especial de Transposição Hidroviária de Níveis.

### Prefeito de Sinop (2021-atualidade)
Em 2016 Dorner concorreu pela primeira vez a um mandato executivo, tendo sido o candidato do PSD à prefeitura de Sinop naquele ano, não conseguindo se eleger, ficando em 2.º lugar na disputa com 20.593 votos, que representavam 33,96% do eleitorado total do pleito.
Em 2020 concorreu novamente ao cargo de prefeito em Sinop, sendo eleito em único turno, uma vez que a cidade possui uma população menor que 200.000 habitantes, com 32.114 votos, que representaram 49,11% do eleitorado. Em 2024, já filiado ao Partido Liberal, concorreu a reeleição, alcançando a vitória com 50.737 votos, que representavam 68,41% dos votos totais.

## Desempenho eleitoral
| Ano  | Eleição                 | Cargo            | Partido | Partido      | Coligação                                                                                 | Vice                          | Votos para Dorner | Votos para Dorner | Votos para Dorner | Resultado  | Ref    |
| Ano  | Eleição                 | Cargo            | Partido | Partido      | Coligação                                                                                 | Vice                          | Total             | %                 | P.                | Resultado  | Ref    |
| ---- | ----------------------- | ---------------- | ------- | ------------ | ----------------------------------------------------------------------------------------- | ----------------------------- | ----------------- | ----------------- | ----------------- | ---------- | ------ |
| 2010 | Estadual do Mato Grosso | Deputado Federal |         | PP           | Coligação Mato Grosso Progressista (PP, PHS, PRB, PTN, PSC, PTC e PRP)                    | —                             | 50.480            | 3,84%             | 12.º              | Não Eleito | [ 10 ] |
| 2016 | Municipal de Sinop      | Prefeito         |         | PSD          | Sinop Pode Mais (PSD, PSDB, PPS, DEM, PSB, PATRI, PSDC)                                   | Fernando Assunção (PSDB)      | 20.593            | 33,96%            | 2.º               | Não Eleito | [ 8 ]  |
| 2020 | Municipal de Sinop      | Prefeito         |         | Republicanos | Unidos Por Sinop (Republicanos, PATRI, Solidariedade, PSDB, Cidadania e PMB)              | Dalton Martini (PATRI)        | 32.114            | 49,11%            | 1.º               | Eleito     | [ 1 ]  |
| 2024 | Municipal de Sinop      | Prefeito         |         | PL           | Sinop Unida, No Caminho Certo (PL, Republicanos, PP, MDB, PRD, UNIÃO, Solidariedade e DC) | Paulinho Abreu (Republicanos) | 50.737            | 68,41%            | 1.º               | Eleito     | [ 9 ]  |